# Pimaphera
Pimaphera là một chi bướm đêm thuộc họ Geometridae.